# 감정교육
《감정교육》(프랑스어: L'Éducation sentimentale 레뒤카시옹 상티망탈[*])은 귀스타브 플로베르의 1869년 장편소설이다. 이 소설은 2월혁명 전후 역사의 진전 가운데 사람들이 어떻게 생각하고 행동하였는가를 쓴 것이다. 발자크적인 대소설이며 자서전적인 성질이 농후하다.
주인공 프레드리크는 아르느 부인을 성실하게 사랑한다. 그녀도 그것을 알고 남몰래 그를 사랑하지만 동란(動亂) 속에서 영락해 가는 남편이나 자식에 이끌려 그의 사랑에 아무런 보답없이 어디론지 사라진다. 실의에 찬 그는 대의원이 되려고 한다든지, 창부와 여행도 하고 또 귀부인의 정부도 되면서 점점 환멸의 길을 걷는다. 결국 이 작품은 2월혁명 전후 사람들의 혼미(混迷)를 비웃는 조소로 묘사한 것이며 당시의 비평은 나빴지만 사실주의의 전형적 걸작이다.